# Adenoipófise

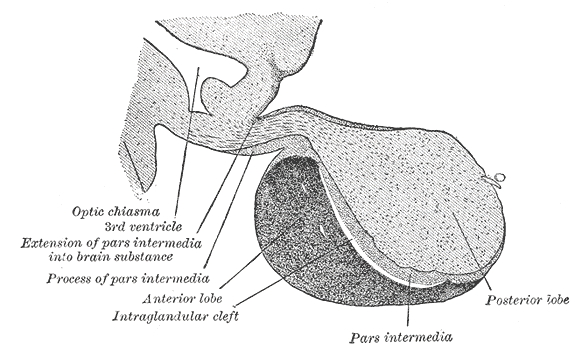
Esquema de uma hipófise anterior.

A adenoipófise — ou adenohipófise, ou ainda hipófise anterior (do grego adeno, "glândula"; hypo, "sob"; physis, "crescimento") — compreende o lobo anterior da hipófise e faz parte do sistema endócrino. Ao contrário do lobo posterior, o lobo anterior é genuinamente glandular, fazendo jus à raiz adeno do seu nome.
É uma glândula formada por cordões epiteliais anastomosados e rodeados de uma rede de sinuosidades. De acordo com a afinidade aos corantes, a adenoipófise  apresenta dois grupos celulares: cromófilas (com granulações coráveis) a as cromofóbicas (sem granulações coráveis). Atualmente são identificados, com o uso da microscopia eletrónica , cinco tipos celulares na sua estrutura: corticotropos, gonadotropos, somatotropos, lactotropos e tirotropos.
Sob a influência do hipotálamo, a adenoipófise produz várias hormonas peptídeas reguladoras de vários processos fisiológicos, entre os quais o stress, o crescimento e a reprodução.

## Regiões
A adenoipófise está dividida nas seguintes regiões:
- pars distalis ("parte distal") - a maior parte da adenoipófise, com função endócrina.
- pars tuberalis ("parte tubular") - um folheto estendendo-se da pars distalis e envolvendo a haste hipofisária. A função desta zona ainda não está bem esclarecida.

## Embriologia
Contrariamente à neuro-hipófise, que se origina da ectoderme neural, a hipófise anterior origina-se de uma invaginação do epitélio da faringe denominada de bolsa de Rathke.
Esta diferença é notória se tivermos em conta que a neuro-hipófise se limita a servir de estrutura de suporte para as terminações nervosas de neurónios secretores localizados no hipotálamo, ao passo que a adenoipófise produz as suas próprias hormonas localmente, embora também sob o controlo do hipotálamo.

## Principais hormônios secretados
| Hormônio                        | Nomes alternativos | Símbolo(s) | Células secretoras (tipo de coloração)                      | Tecido alvo                              | Efeitos                                                                                          |
| ------------------------------- | ------------------ | ---------- | ----------------------------------------------------------- | ---------------------------------------- | ------------------------------------------------------------------------------------------------ |
| Hormona adrenocorticotrópica    | Corticotropina     | ACTH       | Corticotropos (basófilos)                                   | Glândulas supra-renais                   | Secreção de glucocorticóides                                                                     |
| Endorfinas                      | -                  | -          | -                                                           | -                                        | Inibe percepção da dor                                                                           |
| Hormona folículo-estimulante    | -                  | FSH        | Gonadotropos (basófilos)                                    | Ovários, Testículos                      | Crescimento do sistema reprodutor                                                                |
| Hormona do crescimento          | Somatotropina      | GH, STH    | Somatotropos (acidófilos)                                   | Fígado, tecido adiposo, tecidos em geral | Promove o crescimento; deposição de proteínas nos tecidos; metabolismo de lípidos e carboidratos |
| Hormona luteinizante            | Lutropina          | LH, ICSH   | Gonadotropos (basófilos)                                    | Ovários, Testículos                      | Produção de hormonas sexuais                                                                     |
| Prolactina                      | -                  | PRL        | Lactotropos, também conhecidos como mamotropos (acidófilos) | Ovários, glândulas mamáriass             | Secreção de estrogénios/progesterona; produção de leite                                          |
| Hormona estimuladora da tiróide | Tirotropina        | TSH        | Tirotropos (basófilos)                                      | Glândula tiróide                         | Secreção de hormonas da tiróide                                                                  |

## Fatores hipotalâmicos de liberação e inibição
A secreção hormonal da hipófise anterior é regulada por hormônios secretados pelo hipotálamo. 
Os axónios dos seus neurónios neuroendócrinos projectam-se na eminência mediana, na base do cérebro. É neste local que libertam substâncias nos vasos que são transportados para a hipófise anterior através de um sistema porta venoso.
| Nome                                          | Outros nomes                                                                              | Abreviaturas    | Localização                                                                                       | Função                                         |
| --------------------------------------------- | ----------------------------------------------------------------------------------------- | --------------- | ------------------------------------------------------------------------------------------------- | ---------------------------------------------- |
| Hormona libertadora de corticotrofina         | Corticoliberina                                                                           | CRH, CRF        | Neurónios parvocelulares do núcleo paraventricular                                                | estimula a secreção de ACTH com a vasopressina |
| Dopamina                                      | Hormona inibidora de prolactina                                                           | DA, PIH         | neurónios neuroendócrinos do núcleo arqueado                                                      | inibe a secreção de prolactina                 |
| Hormona libertadora de gonadotropina          | Hormona libertadora de hormona Luteinisante, gonadoliberina                               | GnRH, LHRH      | neurónios neuroendócrinos do núcleo pré-óptico medial e do núcleo arqueado                        | estimula a secreção de LH and FSH              |
| Hormona libertadora da hormona do crescimento | Factor libertador da hormona do crescimento, somatoliberina, somatocrinina                | GHRH, GHRF, GRF | neurónios neuroendocrinos do núcleo arqueado                                                      | estimula a secreção de GH                      |
| Somatostatina                                 | Hormona inibidora da hormona do crescimento, Factor inibidor da libertação de somatropina | SS, GHIH, SRIF  | neurónios neuroendócrinos do núcleo paraventricular                                               | inibe a secreção de GH                         |
| Hormona libertadora de tirotropina            | Factor libertador de tirotropina, Tiroliberina                                            | TRH, TRF        | neurónios neuroendócrinos parvocelulares no núcleo paraventricular e núcleo hipotalâmico anterior | estimula a secreção de TSH                     |
| Vasopressina                                  | Hormona antidiurética                                                                     | ADH             | neurónios neuroendócrinos parvocelulares no núcleo paraventricular                                | estimula a produção de ACTH juntamente com CRH |